# Уровень биологической безопасности

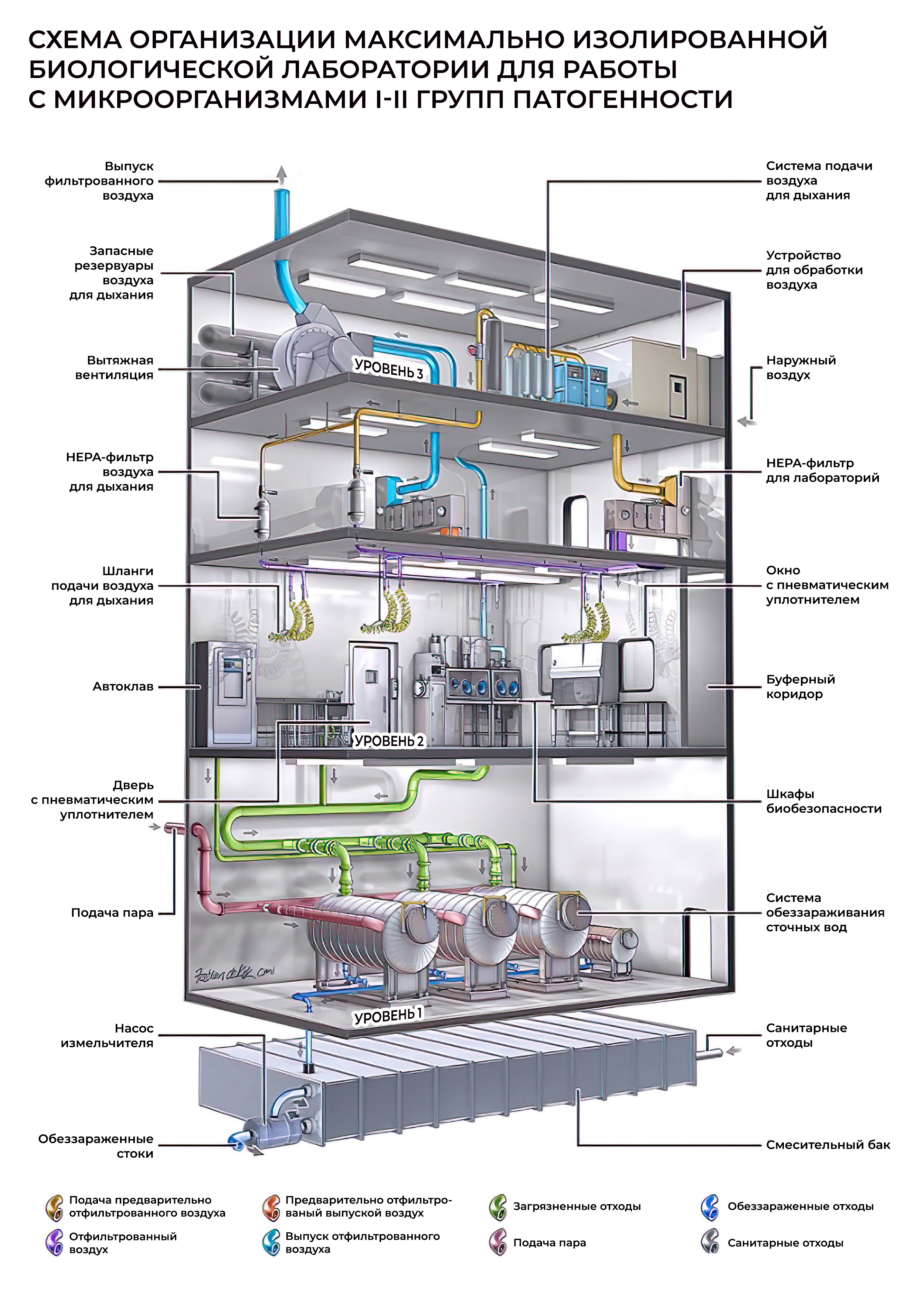
Основные характеристики лаборатории уровня биобезопасности 4 (BSL-4)

Уровень биологической безопасности (англ. Biosafety level, BSL), или уровень защиты от патогенов, представляет собой набор мер предосторожности по биологическому сдерживанию, необходимых для изоляции опасных биологических агентов в закрытом лабораторном помещении. Уровни сдерживания варьируются от самого низкого уровня биобезопасности 1 (BSL-1) до самого высокого уровня 4 (BSL-4). В Соединённых Штатах Америки Центры по контролю и профилактике заболеваний (CDC) определили эти уровни. В Европейском Союзе такие же уровни биобезопасности определены в директиве. В Канаде четыре уровня известны как уровни содержания. Учреждения с такими обозначениями также иногда обозначаются как от P1 до P4 (для патогенов или уровня защиты), как в термине лаборатория P3.
На самом низком уровне биобезопасности меры предосторожности могут состоять в регулярном мытьё рук и минимальном защитном снаряжении. На более высоких уровнях биологической безопасности меры предосторожности могут включать системы обеспечения воздушного потока, несколько камер сдерживания, герметичные контейнеры, костюмы персонала с положительным давлением, установленные протоколы для всех процедур, обширную подготовку персонала и высокий уровень безопасности для контроля доступа на объект. Министерство здравоохранения Канады сообщает, что во всем мире до 1999 года было зарегистрировано более 5000 случаев случайных лабораторных инфекций и 190 случаев смерти.

## История
Первый прототип бокса биологической безопасности класса III (максимальной защиты) был изготовлен в 1943 году Хьюбертом Кемпфом-младшим, в то время солдатом армии США, под руководством Арнольда Г. Ведума, директора (1944—1969) Лаборатории биологической войны армии США, Кэмп Детрик, Мэриленд. Кемпф устал от своих обязанностей депутата в Детрике и смог перейти в отдел листового металла, работая с подрядчиком, HK Ferguson Co.
18 апреля 1955 года четырнадцать представителей встретились в лагере Форт-Детрик во Фредерике, штат Мэриленд. Встреча была посвящена обмену знаниями и опытом по вопросам биобезопасности, химической, радиологической и промышленной безопасности, которые были общими для операций в трёх основных лабораториях биологического оружия армии США. Из-за потенциальных последствий работы, проводимой в лабораториях биологического оружия, конференции были ограничены допуском высшего уровня безопасности. Начиная с 1957 года планировалось, что эти конференции будут включать как открытые сессии, так и секретные сессии, чтобы обеспечить более широкий обмен информацией о биологической безопасности. Однако только в 1964 году конференции проводились на правительственном объекте, не связанном с программой создания биологического оружия.
В течение следующих десяти лет конференции по биологической безопасности расширились, и в них стали входить представители всех федеральных агентств, которые спонсировали или проводили исследования с патогенными микроорганизмами. К 1966 году в него стали входить представители университетов, частных лабораторий, больниц и промышленных комплексов. На протяжении 1970-х годов участие в конференциях продолжало расширяться, и к 1983 году начались дискуссии о создании официальной организации. Американская ассоциация биологической безопасности (ABSA) была официально создана в 1984 году, и в том же году были разработаны её конституция и устав. По состоянию на 2008 год в профессиональную ассоциацию ABSA входит около 1600 членов.
В 1977 году Джим Пикок из австралийской академии наук попросил Билла Сноудона, тогдашнего руководителя CSIRO. AAHL, получить недавно выпущенные NIH США и британские эквивалентные требования для развития инфраструктуры для биозащиты, рассмотренные персоналом AAHL, и рекомендовать принятие одного из этих документов австралийскими властями. Обзор был проведён руководителем проекта CSIRO AAHL Биллом Керноу и инженером CSIRO Артуром Дженкинсом. Они разработали результаты для каждого из уровней безопасности. AAHL условно был классифицирован как «значительно выше уровня P4». Они были приняты австралийской академией наук и легли в основу австралийского законодательства. Лаборатория AAHL открылась в 1985 году и стоила 185 миллионов долларов, была построена на территории бывшего стадиона Corio Oval. Австралийская лаборатория здоровья животных является лабораторией класса 4/P4.

## Уровни

### Уровень биобезопасности 1 (BSL-1)
Уровень биобезопасности 1 (BSL-1) подходит для работы с хорошо изученными агентами, которые не вызывают заболеваний у здоровых людей. Как правило, эти агенты представляют минимальную потенциальную опасность для персонала лаборатории и окружающей среды. На этом уровне меры предосторожности минимальны по сравнению с другими уровнями. Сотрудники лаборатории должны мыть руки при входе и выходе из лаборатории. Исследования с этими агентами можно проводить на стандартных открытых лабораторных столах без использования специального герметизирующего оборудования. Однако в лабораторных помещениях обычно запрещено есть и пить. Потенциально инфекционные материалы должны быть обеззаражены перед утилизацией либо путём добавления химикатов, таких как гипохлорит натрия или изопропанол, либо путём упаковки. Средства индивидуальной защиты требуются только в тех случаях, когда персонал может подвергнуться воздействию опасных материалов. Лаборатории BSL-1 должны иметь дверь, которую можно запереть, чтобы ограничить доступ в лабораторию. Однако нет необходимости изолировать лаборатории BSL-1 от остальной части здания.
Этот уровень биологической безопасности подходит для, например, работы с непатогенными штаммами кишечной палочки и стафилококков, сенной палочки, Saccharomyces cerevisiae и других организмов, которые не вызывают заболевания человека. Из-за относительной простоты и безопасности обслуживания именно лаборатории BSL-1 обычно используются в учебных заведениях.

### Уровень биобезопасности 2 (BSL-2)
На этом уровне соблюдаются все меры предосторожности, используемые на уровне биобезопасности 1, и принимаются некоторые дополнительные меры предосторожности. BSL-2 отличается от BSL-1 тем, что:
- персонал лаборатории имеет специальную подготовку по обращению с патогенными агентами и работает под руководством учёных, прошедших повышение квалификации;
- доступ в лабораторию ограничен во время проведения работ;
- крайние меры предосторожности принимаются с заражёнными острыми предметами;
- определённые процедуры, при которых могут образовываться инфекционные аэрозоли или брызги, проводятся в боксах биологической безопасности или другом физическом оборудовании для сдерживания[9].

Уровень биобезопасности 2 подходит для работ с агентами умеренной потенциальной опасности для персонала и окружающей среды. Сюда входят различные микробы, которые вызывают у людей лёгкие заболевания или которые трудно передать через аэрозоль в лабораторных условиях. Примеры включают вирусы гепатита A, B и C, вирус иммунодефицита человека (ВИЧ), патогенные штаммы кишечной палочки и стафилококков, сальмонеллы, Plasmodium falciparum и токсоплазма. Прионы, инфекционные агенты, передающие прионные заболевания, такие как vCJD, могут обрабатываться на уровне биобезопасности 2 или выше.

### Уровень биобезопасности 3 (BSL-3)

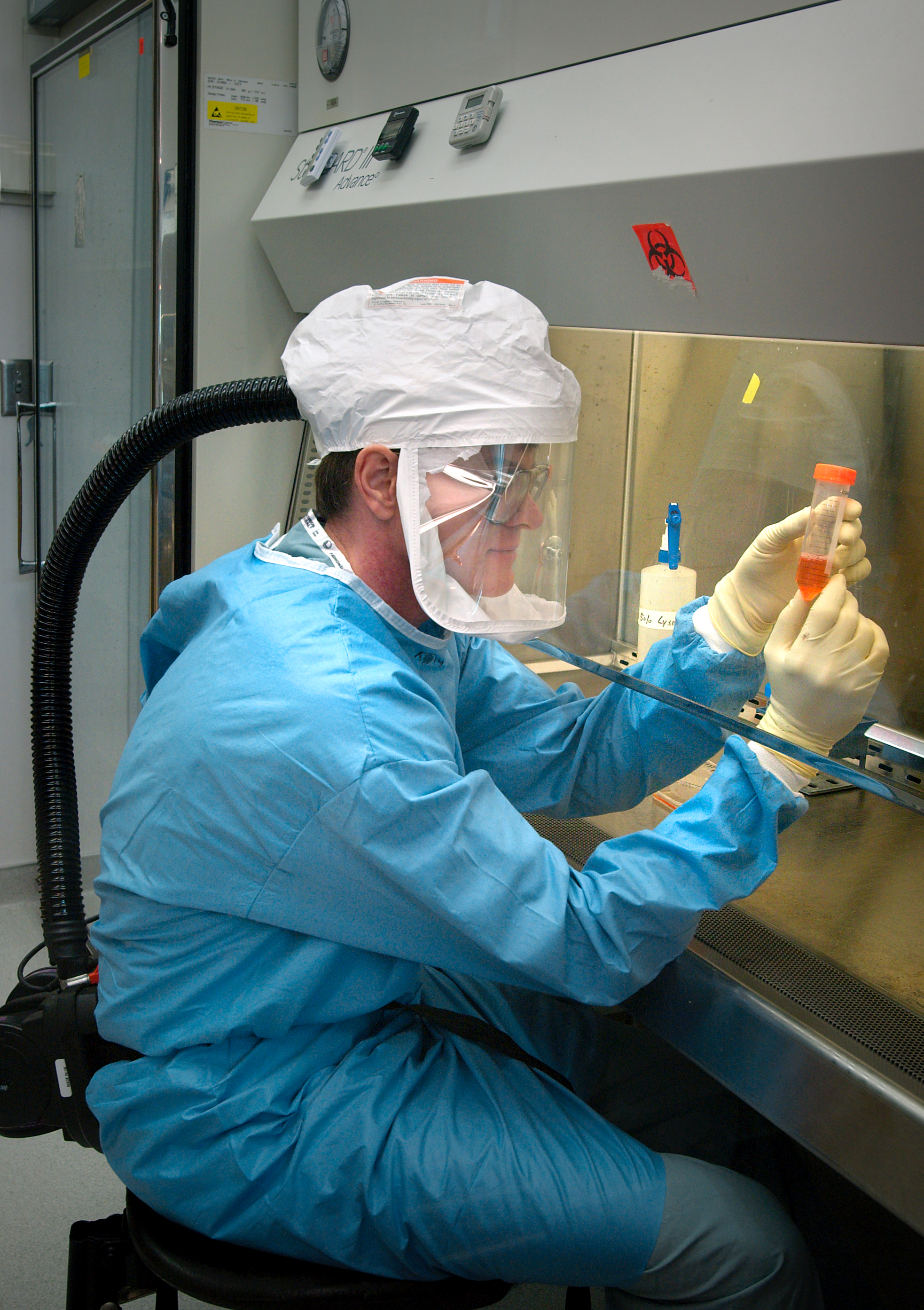
Научный сотрудник Центра по контролю за заболеваниями США, Атланта, Джорджия, работающий с вирусом гриппа в условиях уровня биобезопасности 3, с респиратором внутри бокса биобезопасности (BSC)

Уровень биологической безопасности 3 подходит для работы с микробами, которые могут вызывать серьёзные и потенциально смертельные заболевания при вдыхании. Этот вид работы может выполняться в клинических, диагностических, учебных, исследовательских или производственных учреждениях. Здесь соблюдаются меры предосторожности, принятые в лабораториях BSL-1 и BSL-2, а также дополнительные меры, включая:
- весь лабораторный персонал находится под медицинским наблюдением и ему предлагаются соответствующие прививки (если таковые имеются) для снижения риска случайного или незамеченного заражения[9];
- все процедуры с инфекционным материалом должны проводиться в боксе биологической безопасности[9];
- лабораторный персонал должен носить защитную одежду со сплошным передом (то есть халаты с завязками сзади). Его нельзя носить за пределами лаборатории, его необходимо выбрасывать или обеззараживать после каждого использования[9];
- необходимо составить руководство по биобезопасности для конкретной лаборатории, в котором подробно описывается, как лаборатория будет работать в соответствии со всеми требованиями безопасности[9].

Кроме того, объект, в котором находится лаборатория BSL-3, должен иметь определённые характеристики для обеспечения надлежащей изоляции. Вход в лабораторию должен быть отделён от зон здания с неограниченным движением транспорта. Кроме того, лаборатория должна находиться за двумя комплектами самозакрывающихся дверей (для снижения риска утечки аэрозолей). Конструкция лаборатории такова, что её можно легко чистить. Ковры не допускаются, а все швы на полу, стенах и потолках загерметизированы, чтобы их можно было легко чистить и обеззараживать. Кроме того, окна должны быть закрыты и установлена система вентиляции, которая направляет воздух из «чистых» зон лаборатории в зоны, где работают с инфекционными агентами. Воздух из лаборатории должен быть отфильтрован, прежде чем его можно будет рециркулировать.
Исследование, проведённое журналистами USA Today в 2015 году, выявило более 200 лабораторий в США, которые были аккредитованы на уровне биобезопасности 3 или 4. В материалах семинара «Разработка норм для обеспечения биологических лабораторий в условиях ограниченных ресурсов» приводится список лабораторий BSL-3 в этих странах.
Уровень биобезопасности 3 обычно используется для исследований и диагностических работ с участием различных микробов, которые могут передаваться аэрозолями и/или вызывать тяжёлые заболевания. К ним относятся Francisella tularensis, Mycobacterium tuberculosis, Chlamydia psittaci, вирус венесуэльского энцефалита лошадей, вирус восточного энцефалита лошадей, SARS-CoV-1, MERS-CoV, Coxiella burnetii, вирус лихорадки долины Рифт, Rickettsia rickettsii, несколько видов бруцелл, чикунгунья, жёлтая вирус лихорадки, вирус Западного Нила, Yersinia pestis, и SARS-CoV-2.

### Уровень биобезопасности 4 (BSL-4)

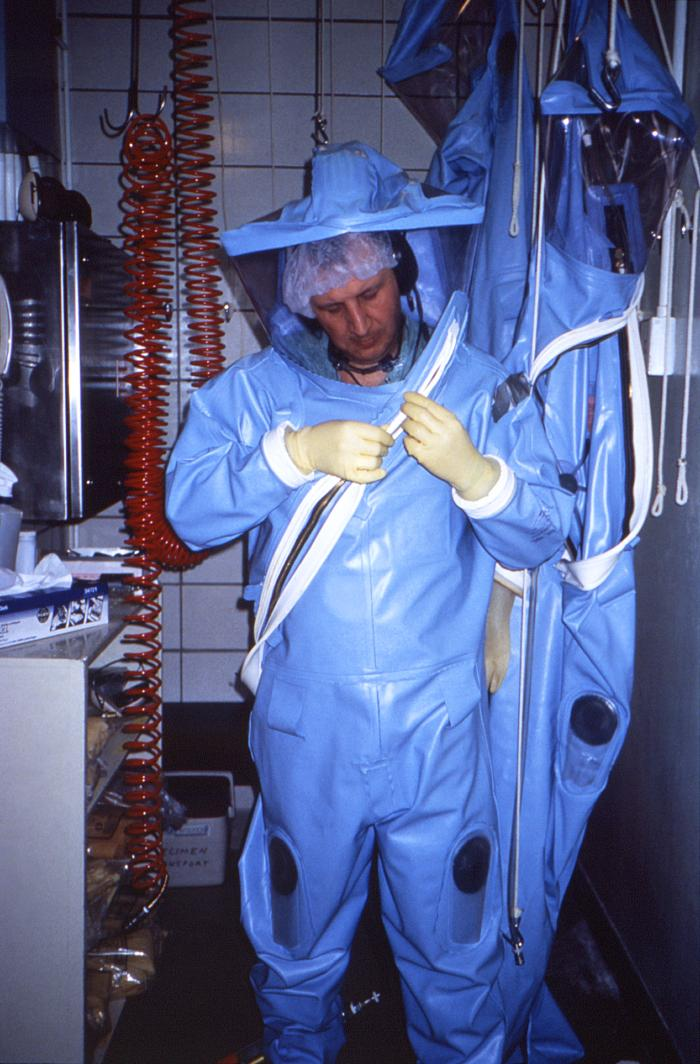
Техник CDC надевает костюм положительного давления старой модели перед тем, как войти в одну из первых лабораторий CDC BSL-4

Уровень биобезопасности 4 (BSL-4) — это самый высокий уровень мер предосторожности в отношении биобезопасности, который подходит для работы с агентами, которые могут легко передаваться аэрозольным путём в лаборатории и вызывать у людей тяжёлые или смертельные заболевания, для которых нет доступных вакцин или методов лечения.. Лаборатории BSL-4, как правило, представляют собой кабинетные лаборатории или лаборатории в защитных костюмах. В кабинетных лабораториях вся работа должна выполняться в боксе биобезопасности класса III. Материалы, выходящие из бокса, должны быть обеззаражены путём пропускания через автоклав или бак с дезинфицирующим средством. Сами шкафы должны иметь бесшовные края, чтобы их можно было легко чистить. Кроме того, корпус и все материалы внутри не должны иметь острых краёв, чтобы снизить риск повреждения перчаток. В лаборатории с защитным костюмом вся работа должна выполняться в боксе биологической безопасности класса II персоналом в костюме положительного давления. Чтобы покинуть лабораторию BSL-4, персонал должен пройти через химический душ для дезактивации, затем помещение для снятия скафандра с избыточным давлением, а затем персональный душ. Вход в лабораторию BSL-4 разрешён только обученным и уполномоченным лицам, и все лица, входящие и выходящие из лаборатории, должны регистрироваться.
Как и в случае с лабораториями BSL-3, лаборатории BSL-4 должны быть отделены от зон с неограниченным движением. Кроме того, поток воздуха строго контролируется, чтобы гарантировать, что воздух всегда поступает из «чистых» зон лаборатории в зоны, где проводится работа с инфекционными агентами. На входе в лабораторию BSL-4 также должны быть шлюзы, чтобы свести к минимуму вероятность того, что аэрозоли из лаборатории могут быть удалены из лаборатории. Все лабораторные отходы, включая отфильтрованный воздух, воду и мусор, также должны быть обеззаражены перед тем, как покинуть помещение.
Лаборатории 4-го уровня биобезопасности используются для диагностической работы и исследования легко передающихся патогенов, которые могут вызывать смертельные заболевания. К ним относятся ряд вирусов, которые, как известно, вызывают вирусную геморрагическую лихорадку, такие как вирус Марбург, вирус Эбола, вирус Ласса и конго-крымская геморрагическая лихорадка. Другие патогены, обрабатываемые в BSL-4, включают вирус Хендра вирус Нипах и некоторые флавивирусы. Кроме того, плохо охарактеризованные патогены, которые кажутся тесно связанными с опасными патогенами, часто обрабатываются на этом уровне до тех пор, пока не будет получено достаточно данных либо для подтверждения продолжения работы на этом уровне, либо для разрешения работы с ними на более низком уровне. Этот уровень также используется для работы с вирусом натуральной оспы, возбудителем оспы, однако эта работа проводится только в Центрах по контролю и профилактике заболеваний в Атланте, США, и в Государственном научном центре вирусологии и биотехнологии в Кольцово, Россия.

#### УстановкиBSL-4для внеземных образцов
Миссии по возврату образцов, которые возвращают на Землю образцы, полученные от тела категории V, должны курироваться на объектах с рейтингом BSL-4. Поскольку существующие в мире объекты BSL-4 не обеспечивают уровень чистоты, необходимый для таких нетронутых образцов, необходимо спроектировать современное оборудование, предназначенное для хранения ограниченных (потенциально биологически опасных) образцов внеземных материалов. Системы таких объектов должны содержать неизвестные биологические опасности, поскольку размеры любых предполагаемых чужеродных микроорганизмов неизвестны. В идеале он должен отфильтровывать частицы размером до 10 нанометров, а выброс частиц размером 50 нанометров и больше недопустим ни при каких обстоятельствах. Был проведён ряд исследований по проектированию такого объекта на различных уровнях детализации, но до сих пор нет чётких планов по строительству объекта в США, Европе или где-либо ещё в мире.
Поскольку НАСА и ЕКА сотрудничают в кампании по возврату образцов с Марса, в связи с возвратом образцов с Марса в начале 2030-х годов потребность в пункте приёма образцов (SRF) становится все более насущной. Ожидается, что SRF займёт от 7 до 10 лет от проектирования до завершения, и рекомендуется ещё два года, чтобы персонал освоился и привык к объектам.

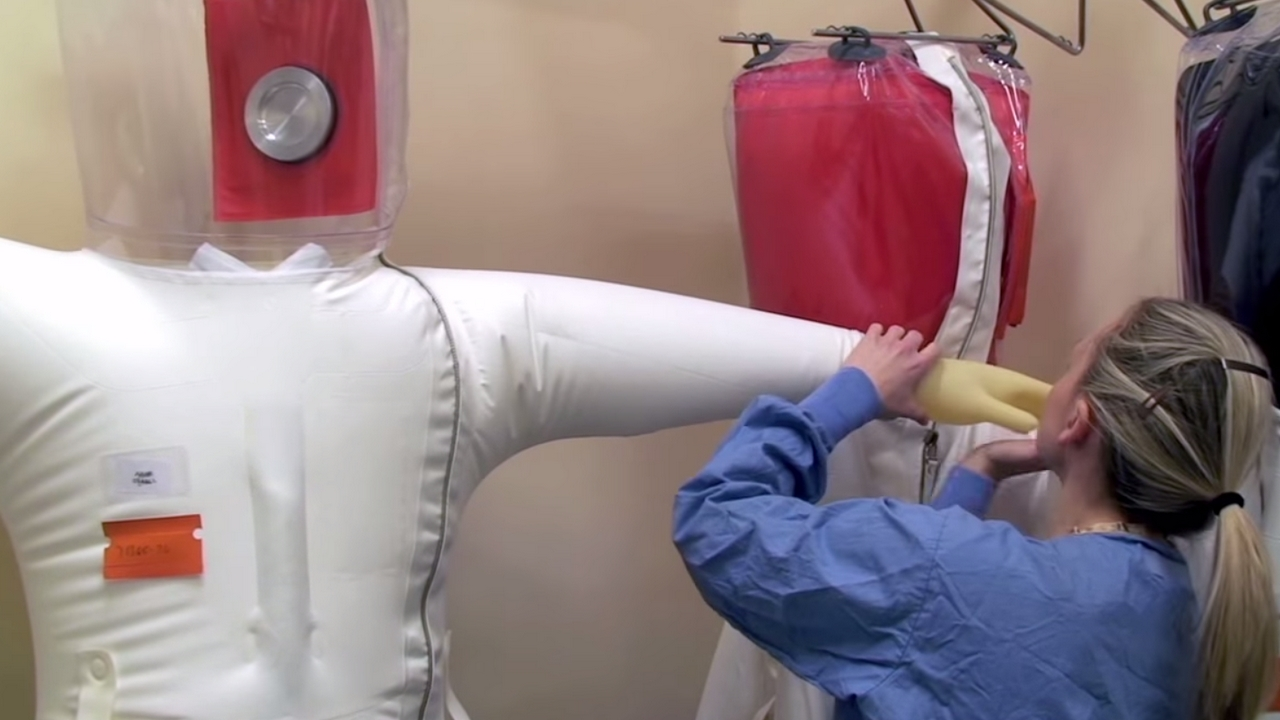
Регулярная проверка костюмов избыточного давления для обнаружения утечек
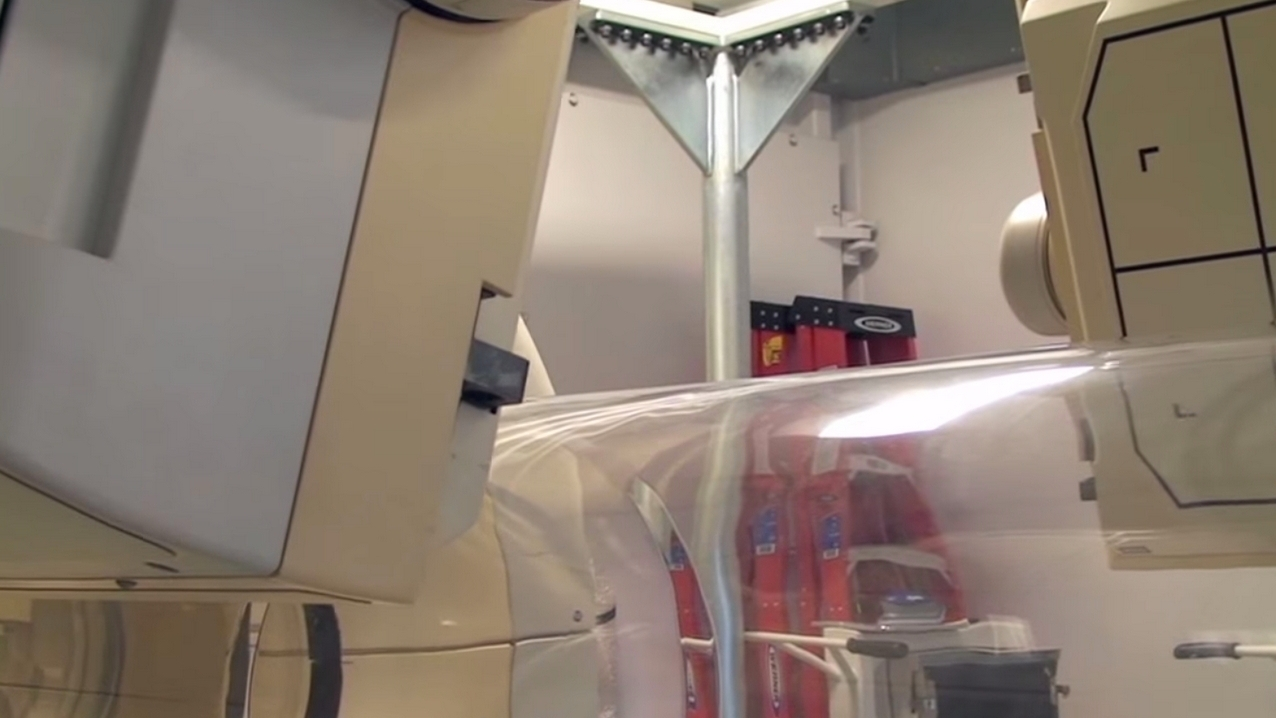
Установка однофотонной эмиссионной компьютерной томографии в центре обработки изображений BSL-4, которая отделяет объекты с  патогенами от машин
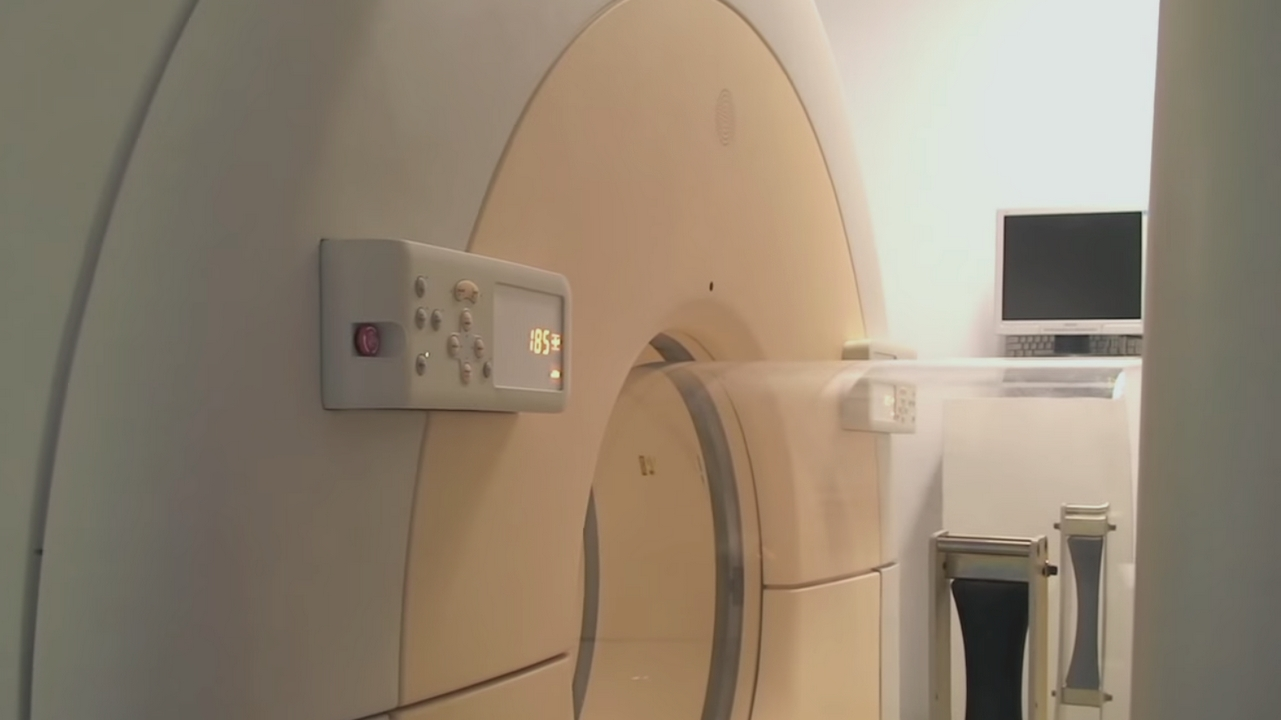
Круглая защитная трубка отделяет стол пациента в «горячей» зоне (присутствие возбудителя) от «холодной» зоны вокруг аппарата МРТ
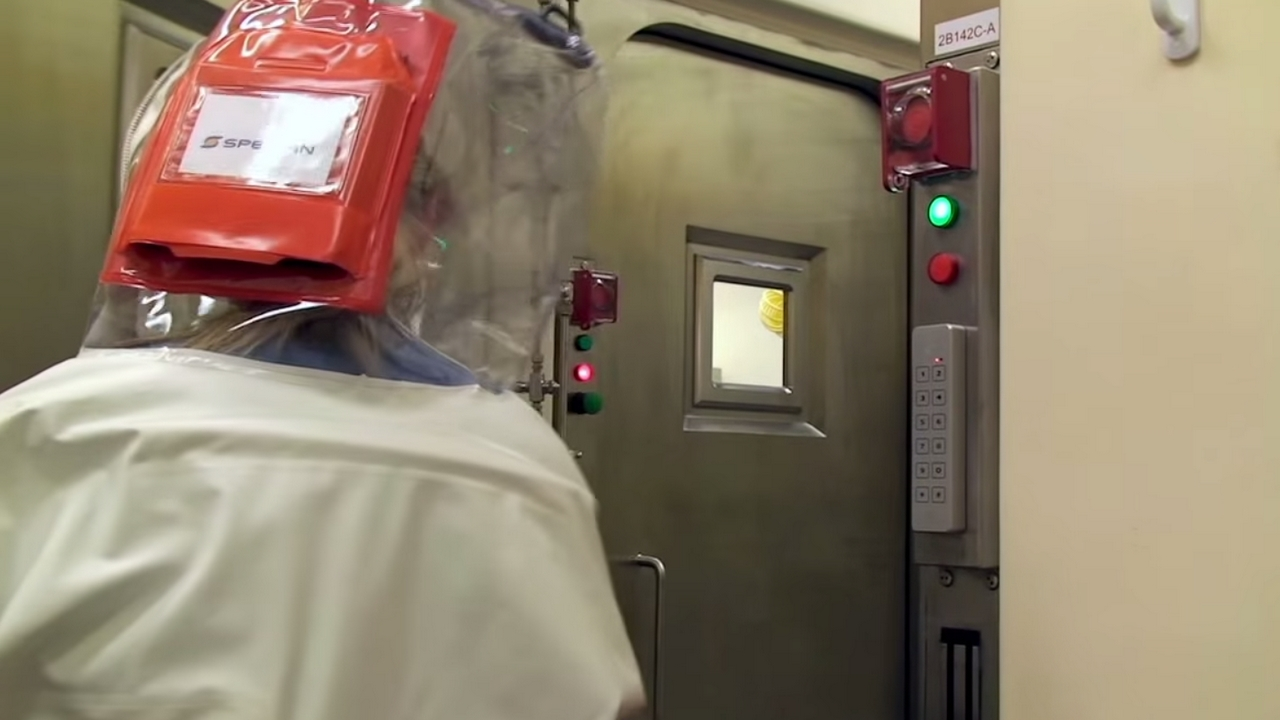
Дверь, устойчивая к давлению воздуха (APR), для разделения горячей и холодной зон
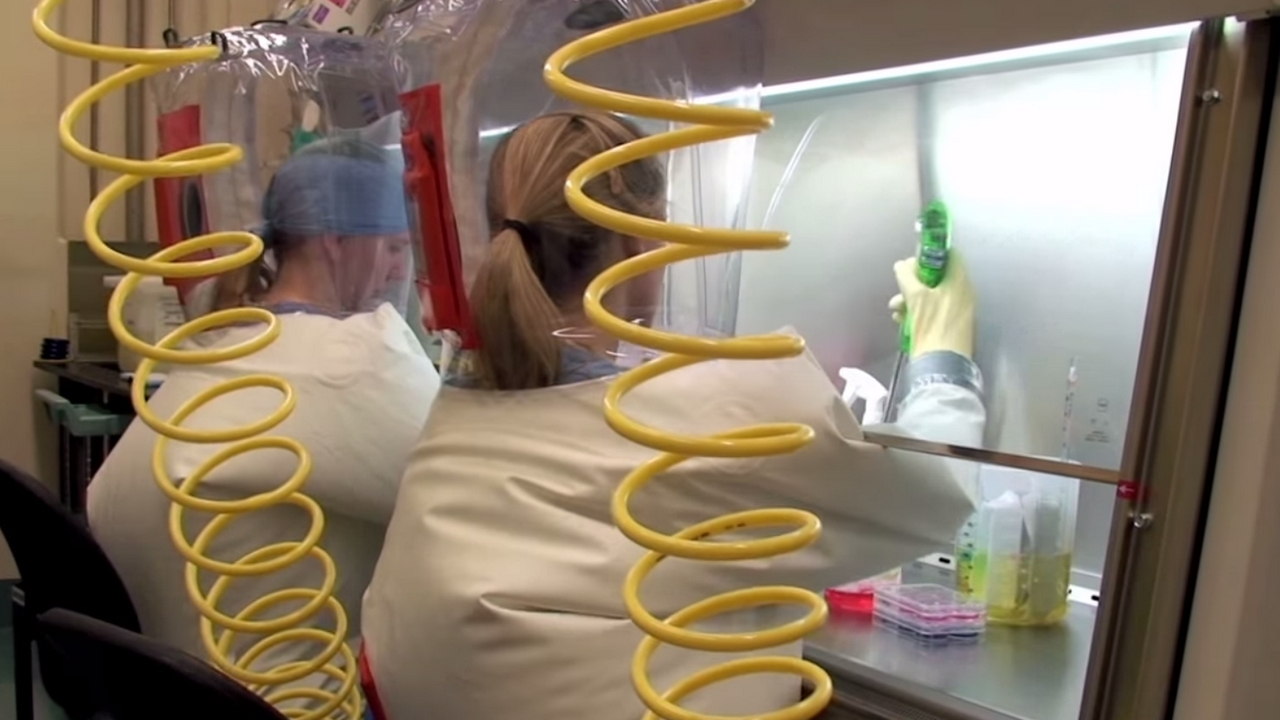
Работа в лаборатории BSL-4 с воздушными шлангами, обеспечивающими положительное давление воздуха
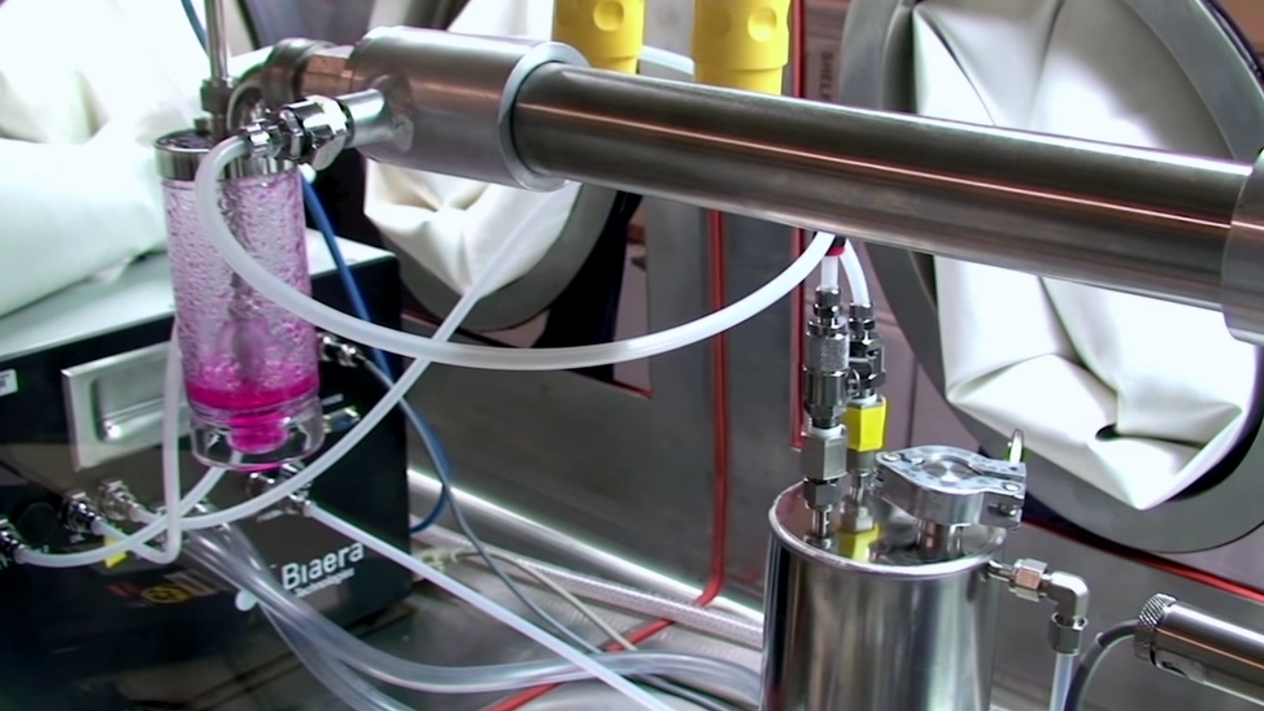
Внутри бокса биологической безопасности класса III с платформой контроля аэрозолей
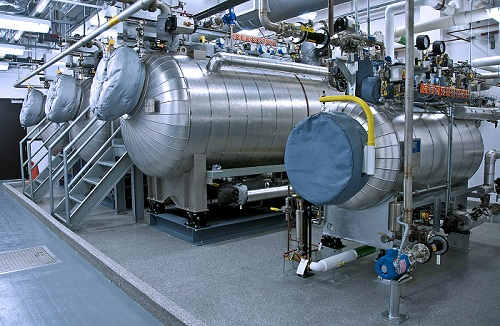
Система обеззараживания стоков[англ.] лаборатории BSL-4 Национального института аллергии и инфекционных заболеваний[англ.]

## Список объектовBSL-3
| Страна                    | Место нахождения    | Имя | Дата создания | Описание |
| ------------------------- | ------------------- | --- | ------------- | --- |
| Италия                    | Сигонелла           | Третья группа военно- морских медицинских исследований (НАМРУ-3)                                        | 2019          | Лаборатория биомедицинских исследований ВМС США, расположенная в Сигонелле, Италия. Ранее он располагался в Каире, Египет. НАМРУ-3 — старейший зарубежный военно-медицинский исследовательский центр США, оставшийся на прежнем месте, и одна из крупнейших медицинских исследовательских лабораторий в регионе Северной Африки и Ближнего Востока. Лаборатория работает непрерывно, несмотря на периоды политической напряжённости и семилетний перерыв в американо-египетских отношениях (1967—1973) с 1942 года. |
| Италия                    | Падуя               | Университет Падуи, Отделение научных хирургических онкологических и гастроэнтерологических исследований |               | Манипуляции с биологическими агентами группы риска 3. Также аккредитован Минздравом на использование генетически модифицированных микроорганизмов 1, 2 и 3 классов. |
| Соединённые Штаты Америки | Монтгомери, Алабама | Бюро клинических лабораторий                                                                            |               | Определяет, является ли подозрительный образец агентом выбора |
| Соединённые Штаты Америки | Бирмингем, Алабама  | Юго-восточная лаборатория биобезопасности, Университет Алабамы в Бирмингеме                             | 2009 г.       | Исследование включает возбудители туберкулёза, вирус восточного энцефалита лошадей и вирус венесуэльского энцефалита лошадей |
| Соединённые Штаты Америки | Бирмингем, Алабама  | Южный научно-исследовательский институт                                                                 | 1941 г.       | Лаборатория для животных с аэрозольной ингаляцией, используемая для проверки эффективности вакцин и лекарств |
| Соединённые Штаты Америки | Мобил, Алабама      | Лаборатория инфекционных заболеваний, Университет Южной Алабамы                                         |               | Зарегистрирован для работы с Rickettsia prowazekii и Burkholderia |
| Соединённые Штаты Америки | Анкоридж, Аляска    | Лаборатории общественного здравоохранения штата Аляска                                                  |               | Используется для выявления туберкулёза, ботулизма, бруцеллёза и туляремии |
| Соединённые Штаты Америки | Финикс, Аризона     | Лаборатория общественного здравоохранения штата Аризона                                                 |               | Применяется при работе с инфекционными агентами, которые при вдыхании могут вызвать заболевание |
| Соединённые Штаты Америки | Флагстафф, Аризона  | Университет Северной Аризоны                                                                            |               | Изучает сибирскую язву, чуму, туляремию, бруцеллёз, Ку-лихорадку, долинную лихорадку, туберкулёз, мелиоидоз и сап |
| Соединённые Штаты Америки | Темпе, Аризона      | Университет штата Аризона                                                                               |               | Исследования инфекционных заболеваний для разработки вакцин и терапевтических средств |
| Соединённые Штаты Америки | Тусон, Аризона      | Университет Аризоны                                                                                     |               | Разработать вакцины для предотвращения долинной лихорадки у людей и собак |
| Соединённые Штаты Америки | Дэвис, Калифорния   | Калифорнийский университет в Дэвисе                                                                     |               | |
| Соединённые Штаты Америки | Анн-Арбор, Мичиган  | Медицинская школа Мичиганского университета                                                             | 2020          | В настоящее время исследования ограничены проектами, связанными с SARS-CoV-2 и пандемией COVID-19. |

## Список объектовBSL-4
Согласно отчёту Счётной палаты правительства США (GAO), опубликованному 4 октября 2007 г., в США было выявлено в общей сложности 1356 объектов BSL-3, зарегистрированных CDC / USDA. Приблизительно 36 % этих лабораторий расположены в научных кругах. В 2007 г. в США было обнаружено 15 объектов BSL-4, в том числе девять в федеральных лабораториях.
Ниже приводится список существующих объектов BSL-4 по всему миру.
| Страна                         | Место нахождения                                        | Название                                                                                                 | Дата создания                                                               | Описание |
| ------------------------------ | ------------------------------------------------------- | --- | --------------------------------------------------------------------------- | --- |
| Аргентина                      | Буэнос-Айрес                                            | Национальная служба качества здравоохранения и сельского хозяйства (SENASA)                              |                                                                             | Лаборатория диагностики ящура |
| Австралия                      | Джелонг, Виктория                                       | Австралийский центр готовности к болезням                                                                | 1985                                                                        | Возможность содержания от крупных экспериментальных животных до насекомых в условиях, превышающих все требования BSL 4. Предшественник всех таких объектов, разработанных с 1980-х годов. Пожалуй, самый проработанный проект по проектированию и строительству. ACDP подразделяется на несколько зон изоляции, которыми можно одновременно управлять на разных уровнях содержания. Менеджер проекта CSIRO AAHL и архитектор Уильям Керноу предоставил технические обзоры властям Канады, Индии, Великобритании и Франции и консультировал д-ра Джерри Каллиса (PIADC) в ФАО ООН по вопросам биоизоляции. Ранее известная как Австралийская лаборатория здоровья животных (AAHL) и переименованная в Австралийский центр готовности к заболеваниям, апрель 2020 г. |
| Австралия                      | Мельбурн, Виктория                                      | Мельбурнский университет — Институт инфекций и иммунитета Доэрти                                         | 2014                                                                        | Диагностическая референс-лаборатория |
| Австралия                      | Мельбурн, Виктория                                      | Национальная лаборатория строгого режима                                                                 |                                                                             | Работает под эгидой Справочной лаборатории инфекционных заболеваний штата Виктория |
| Белоруссия                     | Минск                                                   | Республиканский научно-практический центр эпидемиологии и микробиологии (РНПЦМ)                          |                                                                             | Ранее НИИЭМ |
| Бразилия                       | Педру-Леополду, Минас-Жерайс                            | Национальная сельскохозяйственная лаборатория Минас-Жерайс (Lanagro/MG)                                  | 2014                                                                        | Сосредоточена на агроэкологических заболеваниях и диагностике |
| Канада                         | Виннипег, Манитоба                                      | Национальная лаборатория микробиологии                                                                   | 1999                                                                        | Расположена в Канадском научном центре здоровья человека и животных, находится под совместным управлением Агентства общественного здравоохранения Канады и Канадского агентства по надзору за пищевыми продуктами |
| Китай                          | Ухань, Хубэй                                            | Уханьский институт вирусологии Китайской академии наук                                                   | 2015                                                                        | Уханьский институт вирусологии существует с 1956 года, и в нём уже располагались лаборатории BSL-3. Установка BSL-4 была завершена в 2015 году и стала первой лабораторией BSL-4 в Китае |
| Китай                          | Харбин, Хэйлунцзян                                      | Харбинский ветеринарный научно-исследовательский институт Академии сельскохозяйственных наук Китая       | 2018                                                                        | Харбинский ветеринарный научно-исследовательский институт занимается исследованиями в области профилактики и борьбы с основными инфекционными заболеваниями. Вторая в Китае лаборатория BSL-4 и первая для крупных животных |
| Чехия                          | Техонин, Пардубицкий край                               | Центр биологической защиты                                                                               | 1971, перестроен 2003—2007                                                  | Больница и исследовательский центр. Расположен в Центре биологической защиты. Эксплуатируется Армией Чешской Республики |
| Франция                        | Бретиньи-сюр-Орж, Эсон                                  | Французский вооружённый институт биомедицинских исследований, Медицинская служба Вооружённых сил Франции |                                                                             | Лаборатория французской армии |
| Франция                        | Лион, Лионская метрополия                               | Лаборатория Жана Мерье BSL-4                                                                             | 1999                                                                        | Построен и принадлежит Fondation Mérieux. С 2004 года эксплуатируется INSERM |
| Франция                        | Вер-ле-Пти, Эсон                                        | Лаборатория ДГА                                                                                          | 2013                                                                        | Эксплуатируется Министерством обороны |
| Габон                          | Франсвиль, Верхнее Огове                                | Международный центр медицинских исследований Франсвиля                                                   |                                                                             | Находится в ведении исследовательской организации, поддерживаемой правительствами Габона (в основном) и Франции, и является единственной лабораторией P4 в Западной Африке (BSL-4) |
| Германия                       | Берлин                                                  | Институт Роберта Коха                                                                                    | 2015                                                                        | Диагностическая и экспериментальная лаборатория |
| Германия                       | Гамбург                                                 | Институт тропической медицины имени Бернхарда Нохта                                                      | 2014                                                                        | Часть Инфекционного центра Лейбница. Национальная справочная лаборатория тропических вирусов |
| Германия                       | Остров Римс, Грайфсвальд, Мекленбург-Передняя Померания | Институт Фридриха Леффлера                                                                               | 2010                                                                        | Особое внимание уделяется вирусным заболеваниям и диагностике животных |
| Германия                       | Марбург, Гессен                                         | Институт Филиппа в Марбурге                                                                              | 2008                                                                        | Ориентирован на вирусы геморрагической лихорадки |
| Венгрия                        | Будапешт                                                | Национальный центр эпидемиологии                                                                         | 1998                                                                        | Отдел вирусологии управляет тремя национальными референс-лабораториями ВОЗ. Лаборатория биобезопасности BSL-4 предоставляет современные средства для обработки опасных импортированных зоонозных вирусных патогенов |
| Венгрия                        | Печ                                                     | Печский университет                                                                                      | 2016                                                                        | Открыт в 2016 году, входит в состав Исследовательского центра Сентаготай Янош |
| Индия                          | Бхопал, Мадхья-Прадеш                                   | Лаборатория болезней животных строгого режима (HSADL)                                                    | 1998                                                                        | Занимается, в частности, зоонозными организмами и возникающими угрозами инфекционных заболеваний |
| Индия                          | Хайдарабад, Телингана                                   | Центр клеточной и молекулярной биологии                                                                  | 2009                                                                        | Национальный изолятор BSL-4 для инфекционных заболеваний человека |
| Индия                          | Пуна, Махараштра                                        | Национальный институт вирусологии                                                                        | 2012                                                                        | Самая передовая в Индии лаборатория категории BSL-4 |
| Италия                         | Рим, Лацио                                              | Национальный институт инфекционных заболеваний                                                           | 1997                                                                        | «Национальный институт инфекционных заболеваний» раньше работал в больнице Ладзаро Спалланцани; объект теперь является независимым и является домом для пяти лабораторий BSL-3, а также одной лаборатории BSL-4, строительство которой было завершено в 1997 году |
| Италия                         | Милан, Ломбардия                                        | Больница Луиджи Сакко                                                                                    | 2006                                                                        | |
| Япония                         | Мусасимураяма, Токио                                    | Национальный институт инфекционных заболеваний                                                           | 2015                                                                        | Находится в Национальном институте инфекционных заболеваний, отдел вирусологии I. Построен в 1981 году; работал на BSL-3 до 2015 года из-за противодействия со стороны близлежащих жителей |
| Япония                         | Цукуба, префектура Ибараки                              | Институт физико-химических исследований (RIKEN)                                                          | 1984                                                                        | Объект завершён в 1984 году, но не работал как BSL-4 из-за сопротивления местных жителей |
| Филиппины                      | Нью Кларк Сити, Капас, Тарлак                           | Институт вирусологии Филиппин                                                                            | 2024 (ожидается)                                                            | Первая лаборатория BSL-4 на Филиппинах после завершения |
| Россия                         | Сергиев Посад, Московская область                       | 48-й Центральный научно-исследовательский институт Министерства обороны РФ                               |                                                                             | |
| Россия                         | Кольцово, Новосибирская область                         | Вектор                                                                                                   |                                                                             | Одно из двух утверждённых ВОЗ учреждений для работы с вирусом натуральной оспы. |
| Сингапур                       | Сингапур                                                | Национальные лаборатории DSO                                                                             | Конец 2025 г. (ожидается)                                                   | Первая лаборатория BSL-4 в Сингапуре после завершения |
| Южно-Африканская Республика    | Йоханнесбург, Гаутенг                                   | Национальный институт инфекционных заболеваний                                                           | 2002                                                                        | [ 56 ] |
| Республика Корея               | Чхонджу, Чхунчхон-Пукто                                 | Корейские центры по контролю и профилактике заболеваний                                                  | 2017                                                                        | Первая лаборатория BSL-4 в Южной Корее |
| Швеция                         | Сольна, Стокгольм                                       | Агентство общественного здравоохранения Швеции                                                           | 2001                                                                        | Единственный объект BSL-4 в Скандинавском регионе. Создан для исследования и диагностики вирусов геморрагической лихорадки |
| Швейцария                      | Женева, кантон Женева                                   | Университетская больница Женевы                                                                          |                                                                             | Лаборатория типа «бардачок»; прежде всего для работы с клиническими образцами |
| Швейцария                      | Шпиц, кантон Берн                                       | Лаборатория Шпица                                                                                        | 2013                                                                        | Управляется Федеральным управлением гражданской защиты министерство обороны, гражданской обороны и спорта Швейцарии |
| Швейцария                      | Миттельхаузен, кантон Берн                              | Институт вирусологии и иммунологии IVI                                                                   |                                                                             | Входит в состав Управления по безопасности пищевых продуктов и ветеринарии (FSVO). Основная цель — диагностика высокопатогенных вирусов |
| Китайская Республика (Тайвань) | Университет национальной обороны                        | Институт профилактической медицины                                                                       | 1983                                                                        | [ 64 ] |
| Китайская Республика (Тайвань) | Тайбэй Тайвань                                          | Лаборатория Квен-Янг                                                                                     |                                                                             | zh:檢驗及疫苗研製中心 |
| Великобритания                 | Камден, Большой Лондон                                  | Институт Фрэнсиса Крика                                                                                  | 2015                                                                        | Имеет BSL-4, но не исследует патогены человека |
| Великобритания                 | Колиндейл, Большой Лондон                               | Центр инфекций общественного здравоохранения Англии                                                      |                                                                             | Лаборатория Департамента здравоохранения. Диагностика различных вирусных заболеваний. Часть Европейской сети лабораторий четвёртого уровня биобезопасности |
| Великобритания                 | Милл-Хилл, Большой Лондон                               | Национальный институт медицинских исследований                                                           |                                                                             | Лаборатория Совета медицинских исследований. Исследование и диагностика высокопатогенных вирусов. Закрыт в 2017 году, и работа перешла в Институт Фрэнсиса Крика. Сайт закрыт в 2018 году |
| Великобритания                 | Potters Bar, Хартфордшир                                | Национальный институт биологических стандартов и контроля                                                |                                                                             | Лаборатория Министерства здравоохранения и Министерства внутренних дел. Разработать анализы и реагенты для исследования вирулентных патогенов |
| Великобритания                 | Аддлстоун, Суррей                                       | Агентство здоровья животных и растений                                                                   |                                                                             | Лаборатория Департамента окружающей среды, продовольствия и сельского хозяйства. Диагностика и исследования болезней животных |
| Великобритания                 | Пирбрайт, Суррей                                        | Институт здоровья животных                                                                               |                                                                             | Лаборатория Исследовательского совета по биотехнологии и биологическим наукам . Исследования высокопатогенных болезней животных |
| Великобритания                 | Пирбрайт, Суррей                                        | Мериал Здоровье животных                                                                                 |                                                                             | Частная лаборатория. Производит вакцины против Ящура и катаральной лихорадки овец |
| Великобритания                 | Портон-Даун, Уилтшир                                    | Центр аварийной готовности и реагирования                                                                |                                                                             | Лаборатория Департамента здравоохранения. Диагностика и исследование вирусов геморрагической лихорадки. Часть Европейской сети лабораторий четвёртого уровня биобезопасности |
| Великобритания                 | Портон-Даун, Уилтшир                                    | Лаборатория оборонной науки и технологий                                                                 |                                                                             | Лаборатория Минобороны. Ориентирован на защиту от биологического оружия |
| Соединённые Штаты Америки      | Форт-Коллинс, Колорадо                                  | Центры по контролю и профилактике заболеваний, Отдел трансмиссивных болезней                             |                                                                             | Объект BSL 3/4, который работает в связи с некоторыми программами биомедицинских исследований Университета штата Колорадо. Специализируется на арбовирусных и бактериальных заболеваниях |
| Соединённые Штаты Америки      | Атланта, Джорджия                                       | Центры по контролю и профилактике заболеваний США                                                        |                                                                             | В настоящее время работает в двух зданиях. Одно из двух учреждений в мире, где официально хранится вирус натуральной оспы |
| Соединённые Штаты Америки      | Атланта, Джорджия                                       | Государственный университет Джорджии                                                                     | 1997                                                                        | Исследования сосредоточены на вирусе B |
| Соединённые Штаты Америки      | Манхэттен, Канзас                                       | Национальный био- и агрозащитный комплекс (NBAF), Государственный университет Канзаса                    | 2022 г. (ожидается)                                                         | В разработке. Объект будет находиться в ведении министерства внутренней безопасности. Ожидается, что он будет введён в эксплуатацию к 2022—2023 гг. |
| Соединённые Штаты Америки      | Бетесда, Мэриленд                                       | Национальные институты здравоохранения США (NIH)                                                         |                                                                             | Расположенный в кампусе NIH, он в настоящее время работает только с агентами BSL-3 |
| Соединённые Штаты Америки      | Форт-Детрик, Мэриленд                                   | Интегрированный исследовательский центр                                                                  |                                                                             | Управляется Национальным институтом аллергии и инфекционных заболеваний (NIAID). Основное внимание уделяется животным моделям болезней человека |
| Соединённые Штаты Америки      | Форт-Детрик, Мэриленд                                   | Национальный центр анализа и противодействия биозащите                                                   |                                                                             | Управляется министерством внутренней безопасности. Основное направление — потенциальные угрозы биотерроризма |
| Соединённые Штаты Америки      | Форт-Детрик, Мэриленд                                   | Медицинский научно-исследовательский институт инфекционных заболеваний армии США (USAMRIID)              | 1969                                                                        | Управляется армией США. Исследования сосредоточены на биологических угрозах для вооружённых сил США |
| Соединённые Штаты Америки      | Бостон, Массачусетс                                     | Национальная лаборатория новых инфекционных заболеваний (NEIDL), Бостонский университет                  | Построен в 2008 г., открыт в 2012 г.. Эксплуатация BSL-4 одобрена в 2017 г. | Специализируется на потенциальных угрозах для здоровья населения |
| Соединённые Штаты Америки      | Гамильтон, Монтана                                      | Комплексный исследовательский центр Rocky Mountain Laboratories                                          | 2008                                                                        | Лаборатория НИАИД. Специализируется на трансмиссивных болезнях |
| Соединённые Штаты Америки      | Галвестон, Техас                                        | Национальная лаборатория Галвестона, Национальный центр биозащиты                                        |                                                                             | Открытое в 2008 году учреждение находится в ведении Медицинского отделения Техасского университета |
| Соединённые Штаты Америки      | Галвестон, Техас                                        | Shope Laboratory                                                                                         | 2004                                                                        | Управляется Медицинским отделением Техасского университета |
| Соединённые Штаты Америки      | Сан-Антонио, Техас                                      | Техасский институт биомедицинских исследований                                                           | 1999                                                                        | Единственная частная лаборатория BSL-4 в США |
| Соединённые Штаты Америки      | Ричмонд, Виргиния                                       | Виргиния, подразделение Consolidated Laboratories                                                        | 2003                                                                        | Лаборатория BSL-4, которая также действует как лаборатория BSL-3 |

## Соображения безопасности
Исследование ассоциации по борьбе с комарами и переносчиками болезней Северной Каролины (NCMVCA) выявило проблемы безопасности. В Соединённых Штатах Америки лаборатории могут финансироваться федеральными, государственными, частными, некоммерческими или академическими средствами. На последнюю приходится 72 % финансирования.
Лаборатории с высоким уровнем защиты, зарегистрированные в Центрах по контролю и профилактике заболеваний (CDC) и в Программе выбора агентов Министерства сельского хозяйства США (USDA), должны соответствовать стандартам Министерства обороны. Поскольку лаборатории BSL-3 и BSL-4 в Соединённых Штатах Америки регулируются либо CDC, либо USDA, либо другим федеральным агентством (в зависимости от патогенов, с которыми они работают), ни одно федеральное агентство не несёт ответственности за регулирование или отслеживание количества этих лабораторий. Лаборатории строгого сдерживания в США, которые работают с патогенами, объявленными «избранными агентами», должны периодически инспектироваться CDC или USDA, придерживаться определённых стандартов и постоянно обучаться политикам биозащиты и биобезопасности в соответствии с законом.